# Rivière aux Feuilles
Rivière aux Feuilles är ett vattendrag i Kanada.   Det ligger i provinsen Québec, i den östra delen av landet, 1 500 km norr om huvudstaden Ottawa.

## Omgivning
Trakten runt Rivière aux Feuilles är nära nog obefolkad, med mindre än två invånare per kvadratkilometer.